# Sonova
La Sonova Holding AG è una società svizzera operante nell'ambito dell'audiotecnica (apparecchi acustici, cuffie, soundbar), con sede a Stäfa.

## Storia
La società nasce nel 1947 come AG für Elektroakustik con sede a Zurigo. Nel 1965 Ernst Rihs compra la maggioranza delle azioni della società e la rinomina Phonak AG. Entreranno in società i figli,  Hans-Ueli e Andy Rihs, così come Beda Diethelm. Dopo la morte di Ernst Rihs, i figli diventano proprietari, con Beda Diethelm azionista di minoranza.
La società Phonak Holding AG nasce nel 1985 come holding del gruppo. Nel 1994 avviene l'entrata in Borsa SIX Swiss Exchange. Il 1º agosto 2007 nasce Sonova Holding AG.
Nel marzo 2022 Sonova acquisisce la divisione consumer di Sennheiser per 200 milioni di Euro.
Nel 2015 Sonova compra la Hansaton Akustik GmbH, azienda di apparecchi acustici. Seguirà l'acquisizione della Geers Hörakustik e AudioNova International.

## Prodotti
Sonova progetta e sviluppa sistemi per l'impianto cocleare dal 2010 con la Advanced Bionics Corporation., apparecchi acustici, auricolari.

## Marchi

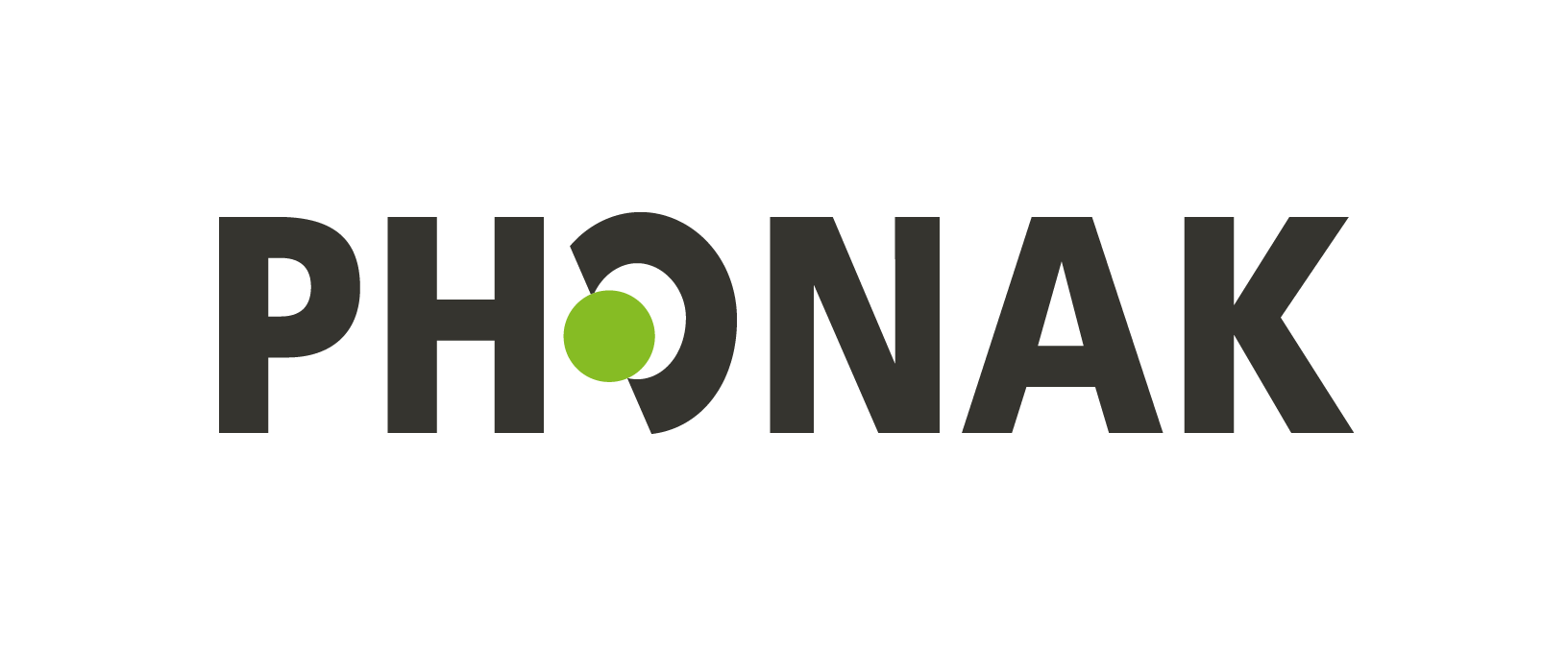

Sonova possiede i seguenti marchi:
- Advanced Bionics
- AudioNova Group 
 con AudioNova:
  - Audium
  - AuditionSanté
  - Boots Hearingcare
  - Connect Hearing
  - Fiebing
  - Geers
  - Hansaton Akustische Geräte
  - Lapperre
  - Lindacher
  - MiniSom
  - Schoonenberg
  - Triton
  - Vitakustik
- Hansaton
- Phonak
- Sennheiser (consumer)[14]
- Unitron (Canada)[15]